# Cels Albinovà
Cels Albinovà, en llatí Celsus Albinovanus, fou el secretari de Tiberi Claudi Neró i amic d'Horaci, que li va dirigir una de les seves Epístoles. Es creu que ea el mateix Cels a qui Horaci menciona en una altra de les seves Epístoles on diu que va escriure diversos poemes i va compilar els d'altres poetes.
No s'ha de confondre amb Gai Pedó Albinovà, el poeta amic d'Ovidi.